# 007: Quantum of Solace
007: Quantum of Solace (рус. 007: Квант милосердия) — компьютерная игра от Activision, вышедшая 20 ноября 2008 года. Игра рассказывает о новых приключениях Джеймса Бонда, которые есть в фильмах: «Квант милосердия» и «Казино „Рояль“». Была выпущена на PC (Windows), PlayStation 2 и 3, Xbox 360, Wii и на Nintendo DS.

## Игровой процесс
У игры есть два вида прохождения: «стелс» и «обычное прохождение». В режиме стелс вы должны избегать врагов и тихо пробираться к финалу уровня. Обычное же прохождение представляет собой обычный шутер от первого, иногда от третьего лица. Для тех кто играет на высоком уровне сложности лучше подойдёт «стелс», так как поднятая тревога на сложном уровне обычно приводит к смерти игрока. На протяжении игры также встречаются мини-игры, в которых необходимо вовремя нажимать нужные кнопки или наводить на специальную цель.

### Вооружение
Игра содержит многое оружие из фильмов. В стелс-миссиях, где надо быть незамеченным, к любому оружию (даже к некоторым дробовикам) можно прикрутить глушитель.

### Миссии и персонажи
В игре присутствуют персонажи, а также миссии, которые были в фильмах. Многих можно узнать по хорошим 3D моделям.

### Сюжет
Сюжет повторяет события фильмов и немного их «корректирует», проигрывая знакомые события по-другому.

## Многопользовательская игра
Режимы игры:
- Бонд против всех (англ. Bond Versus): Бонд сражается против 6 членов «Организации». Бонд победит, если обезвредит 2 из 3 бомб или убьёт всех членов «Организации». «Организация» побеждает если Бонд дважды умирает или если он не обезвреживает бомбы за отведённое время.
- Командная война (англ. Team Conflict): командный Deathmatch, МИ6 против «Организации».
- Убийство (англ. Golden Gun): Режим игры, главной целью которого является набор счёта в 100 баллов. Одно очко даётся, за убийство с обычным оружием или поднятия золотого пистолета. За убийство с золотым пистолетом (или человека с ним) баллов 6. Победителем считается игрок, первым набравший счёт в 100 баллов или наибольшее количество баллов за отведённое время.
- Побег Бонда (англ. Bond Evasion): Сражение двух команд, МИ6 и «Организации». Один игрок из команды МИ6 случайно назначается как Бонд. МИ6 победит раунд, если Бонд сможет добраться до точки эвакуации, или все члены «Организации» устранены. «Организация» выигрывает, если Бонд не имеет возможности побега в течение заданного времени, или он умирает. После каждого раунда, команды меняются ролями.
- Царь горы (англ. Territory Control): Командная игра, в которой команды должны захватывать и защищать контрольные точки. За удержание точек начисляются баллы. Выигрывает та команда, у которой больше счёт.

## Рецензии
| Сводный рейтинг    | Сводный рейтинг | Сводный рейтинг | Сводный рейтинг | Сводный рейтинг | Сводный рейтинг | Сводный рейтинг |
| Издание            | Оценка          | Оценка          | Оценка          | Оценка          | Оценка          | Оценка          |
| Издание            | DS              | PC              | PS2             | PS3             | Wii             | Xbox 360        |
| ------------------ | --------------- | --------------- | --------------- | --------------- | --------------- | --------------- |
| GameRankings       | 63,00 %         | 68,50 %         | 77,0 %          | 67,17 %         | 54,55 %         | 68,73 %         |
| Metacritic         | 65/100          | 70/100          | 73/100          | 64/100          | 54/100          | 65/100          |
| Иноязычные издания |                 |                 |                 |                 |                 |                 |
| Издание            | Оценка          | Оценка          | Оценка          | Оценка          | Оценка          | Оценка          |
| Издание            | DS              | PC              | PS2             | PS3             | Wii             | Xbox 360        |
| Eurogamer          | N/A             | N/A             | N/A             | N/A             | N/A             | 5,0/10          |
| Game Informer      | N/A             | N/A             | N/A             | N/A             | N/A             | 6,5/10          |
| GameRevolution     | N/A             | N/A             | N/A             | C-              | N/A             | C-              |
| GameSpot           | N/A             | N/A             | N/A             | N/A             | N/A             | 7,0/10          |
| GameZone           | 7,0/10          | 7,8/10          | 7,5/10          | 7,0/10          | 5,0/10          | 7,0/10          |
| IGN                | 6,8/10          | 7,2/10          | 7,8/10          | 7,0/10          | 4,5/10          | 7,0/10          |
| ONM                | N/A             | N/A             | N/A             | N/A             | 52 %            | N/A             |
| OXM                | N/A             | N/A             | N/A             | N/A             | N/A             | 6,5/10          |

Игра получила смешанные отзывы от прессы — в среднем 65,1 % по сайту Metacritic. Версия с самым высоким рейтингом для Playstation 2, с самым низким для Wii. В целом отмечается довольно разнообразные уровни и интересный геймплей. Из недостатков — посредственная графика и очень низкий уровень исполнения.